# Ottenbüttel
Ottenbüttel (niederdeutsch: Ottenbüddel) ist eine Gemeinde im Kreis Steinburg in Schleswig-Holstein. Die Gemeinde wurde beim Wettbewerb Unser Dorf soll schöner werden bereits mehrere Male Kreissieger, einmal Landessieger und errang anschließend auf Bundesebene Silber.

## Geografie

### Geografische Lage
Das Gemeindegebiet von Ottenbüttel erstreckt sich am östlichen Ufer der Bekau etwa sechs Kilometer nördlich von Itzehoe. Sie liegt damit im Bereich des Naturraums Heide-Itzehoer Geest (Haupteinheit Nr. 693). Der Mühlenbach mündet im Gemeindegebiet von orografisch links in das zuvor genannte Fließgewässer. Das Gebiet des Forstes Halloh befindet sich im südlichen Teil der Gemarkung.

### Gemeindegliederung
Neben dem namenstiftenden Hauptort, ein Dorf, liegen auch die Häusergruppen Westermühlen und Stahfast als weitere Wohnplätze im Gemeindegebiet.

### Nachbargemeinden
Ottenbüttel ist umgeben von den Gemeindegebieten von:
| Huje      | Kaaks, Hohenaspe                            |            |
|           | Kompassrose, die auf Nachbargemeinden zeigt | Schlotfeld |
| Oldendorf | Itzehoe                                     |            |

## Geschichte

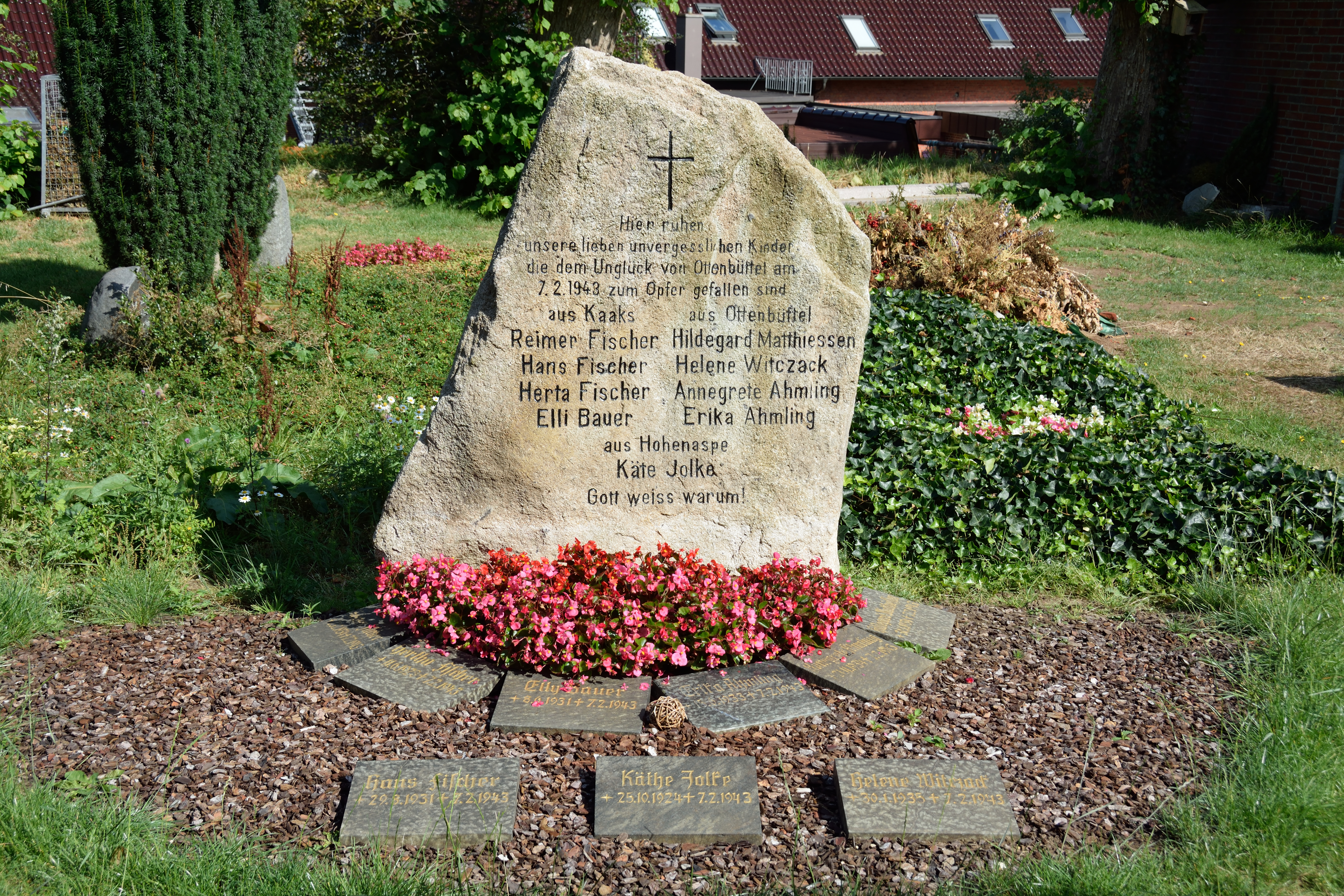
Gedenkstein für die toten Kinder

Etymologisch zählt Ottenbüttel zu den Büttel-Ortschaften.
Im Februar 1943 brannte ein Bauernhof in Ottenbüttel bis auf die Grundmauern nieder. Die Giebelwand des Hauses blieb stehen. Am 7. Februar suchte eine größere Gruppe von Kindern während eines plötzlich einsetzenden Schneesturms hinter dieser Mauer Schutz. Der Giebel stürzte durch eine Windböe ein und tötete dadurch neun Kinder, weitere wurden verletzt. An der Kirche in Hohenaspe befindet sich ein Gedenkstein mit den Namen der Getöteten, der an das Unglück erinnert.

## Religion
Ein Anteil von 57 % der Einwohner von Ottenbüttel ist evangelisch, nur 4 % ist katholisch. Für die Lutheraner des Ortes ist die St.-Michaelis-Kirchengemeinde Hohenaspe. Sie ist Teil des Kirchenkreises Rantzau-Münsterdorf der Evangelisch-Lutherischen Kirche in Norddeutschland. Die Katholiken sind der Pfarrei St. Ansgar in Itzehoe, Erzbistum Hamburg, zugeordnet.

## Politik

### Gemeindevertretung
Bei der Kommunalwahl am 14. Mai 2023 wurden insgesamt neun Sitze vergeben. Von diesen erhielt die Allgemeine Kommunale Wählervereinigung sechs Sitze und die Bürgerinitiative für Ottenbüttel erhielt drei Sitze.

### Wappen
Blasonierung: „Von Silber und Rot schräglinks geteilt. Oben ein bewurzelter blauer Lindenbaum, unten ein linksgewendeter, krähender goldener Hahn.“
Die Linde ist dem Wappen der mittelalterlichen Adelsfamilie Krummendiek entnommen; der Hahn bezieht sich auf den Preis der schleswig-holsteinischen Landesregierung im Wettbewerb „Schönes Dorf“.

## Wirtschaft und Infrastruktur

### Wirtschaftsstruktur
Die Wirtschaft in der Gemeinde ist geprägt durch eine bäuerliche Struktur.
In der Gemeinde Ottenbüttel ist das Handelsunternehmen Bartels-Langness vertreten, welches hier einen Abholgroßmarkt unter dem Namen „bela C+C“ betreibt.
Im Ortsteil Stahfast unmittelbar an der Hauptstraße (L 127) befindet sich zudem die Kegelsportanlage, auf der die Sportler des Vereins Itzehoer Sportkegler (VISK e. V) ihre Heimspiele bestreiten.

### Verkehr
Durch das westliche Gemeindegebiet führt die Bundesautobahn 23 nördlich von Itzehoe. Die nächstgelegene Anschlussstelle ist die Abfahrt Itzehoe-Nord (Nr. 8) (ehemals Itzehoe-Edendorf). Diese bindet an die schleswig-holsteinische Landesstraße 127 über, die in nördlicher Richtung parallel zur Autobahntrasse ins Gemeindegebiet hinein führt und westlich um das Dorf herum verläuft.

## Bilder

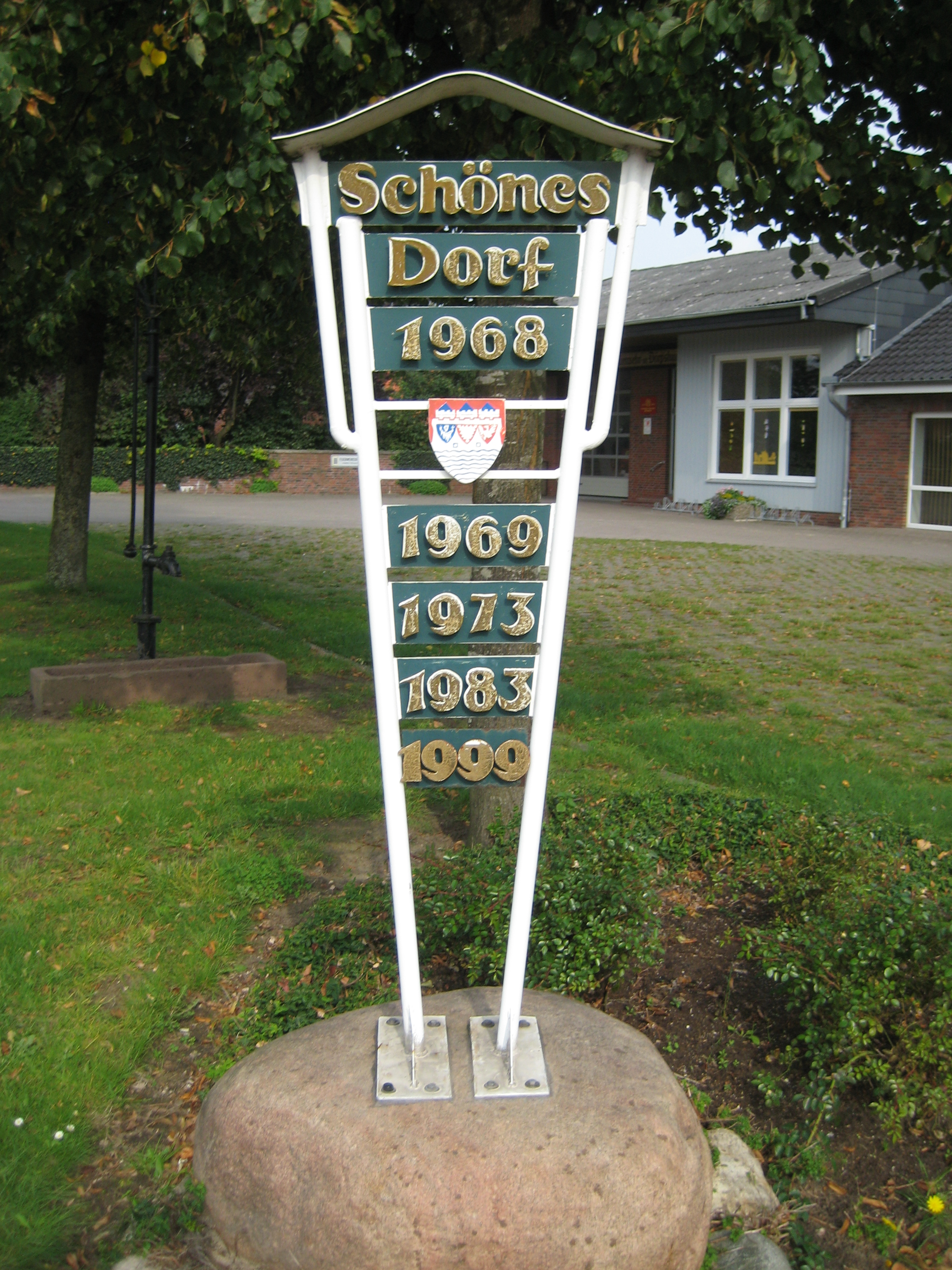
Schönes Dorf 1968 und spätere Jahre
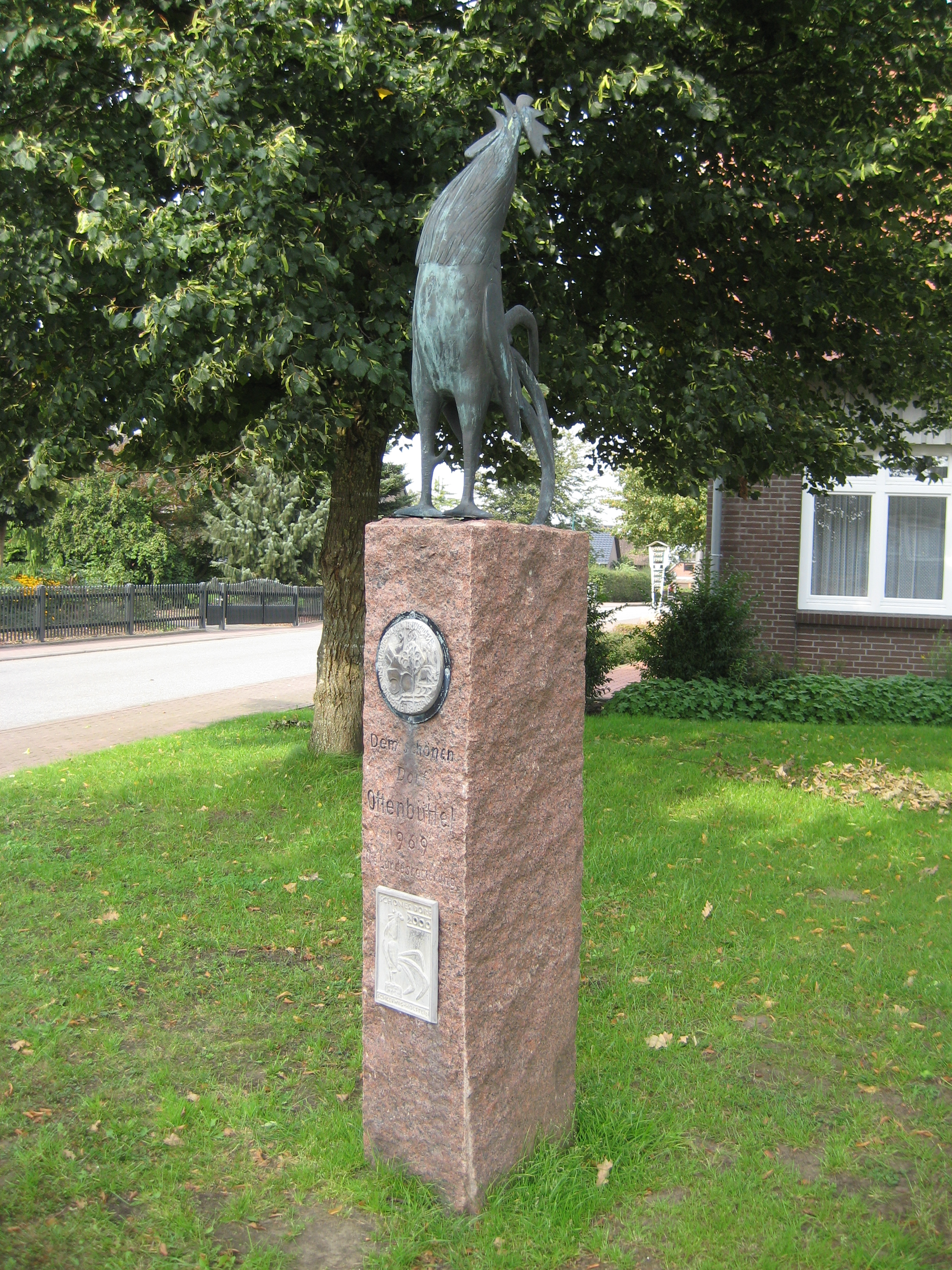
Schönes Dorf 1969
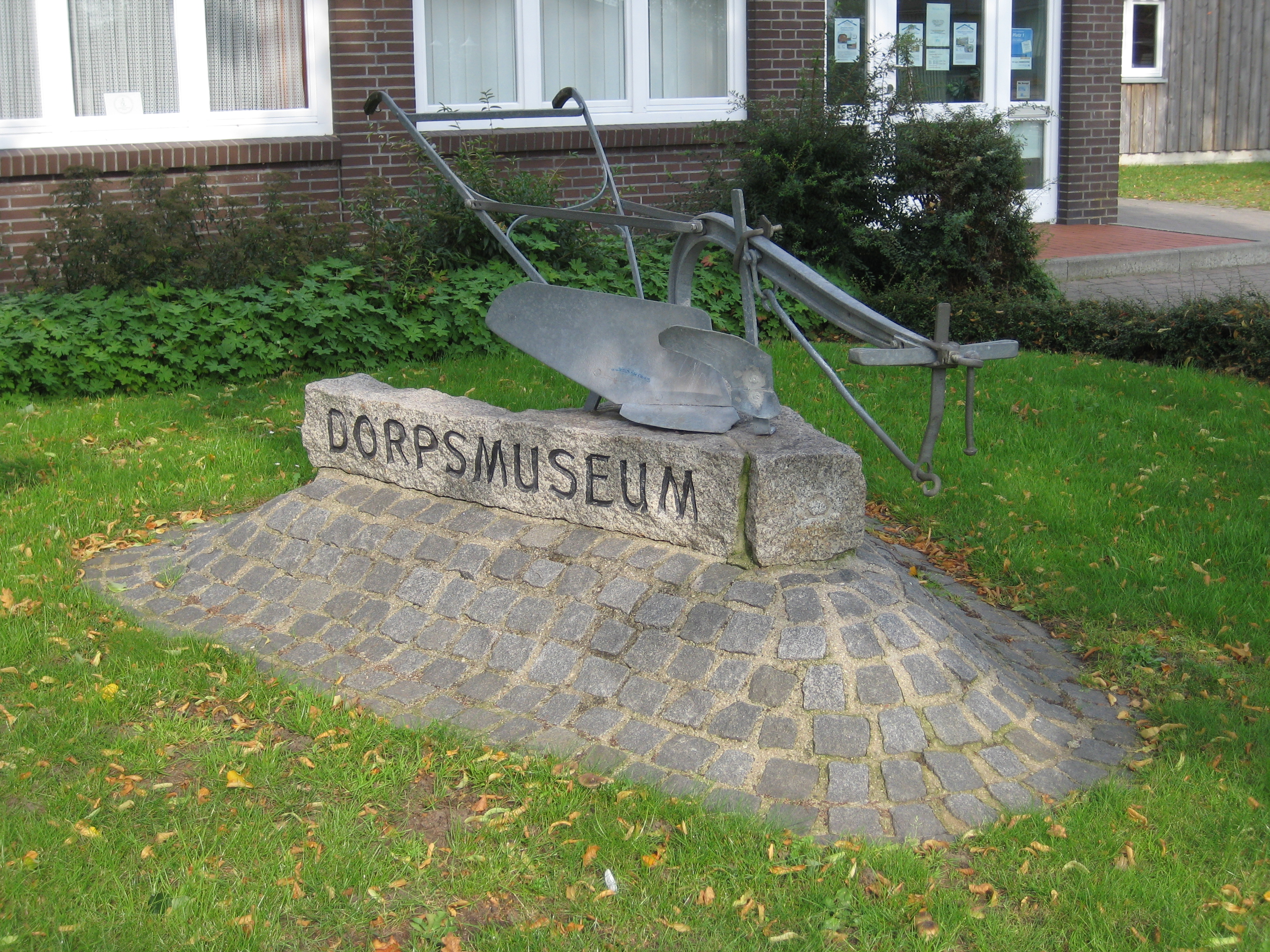
Vor dem Dorfmuseum
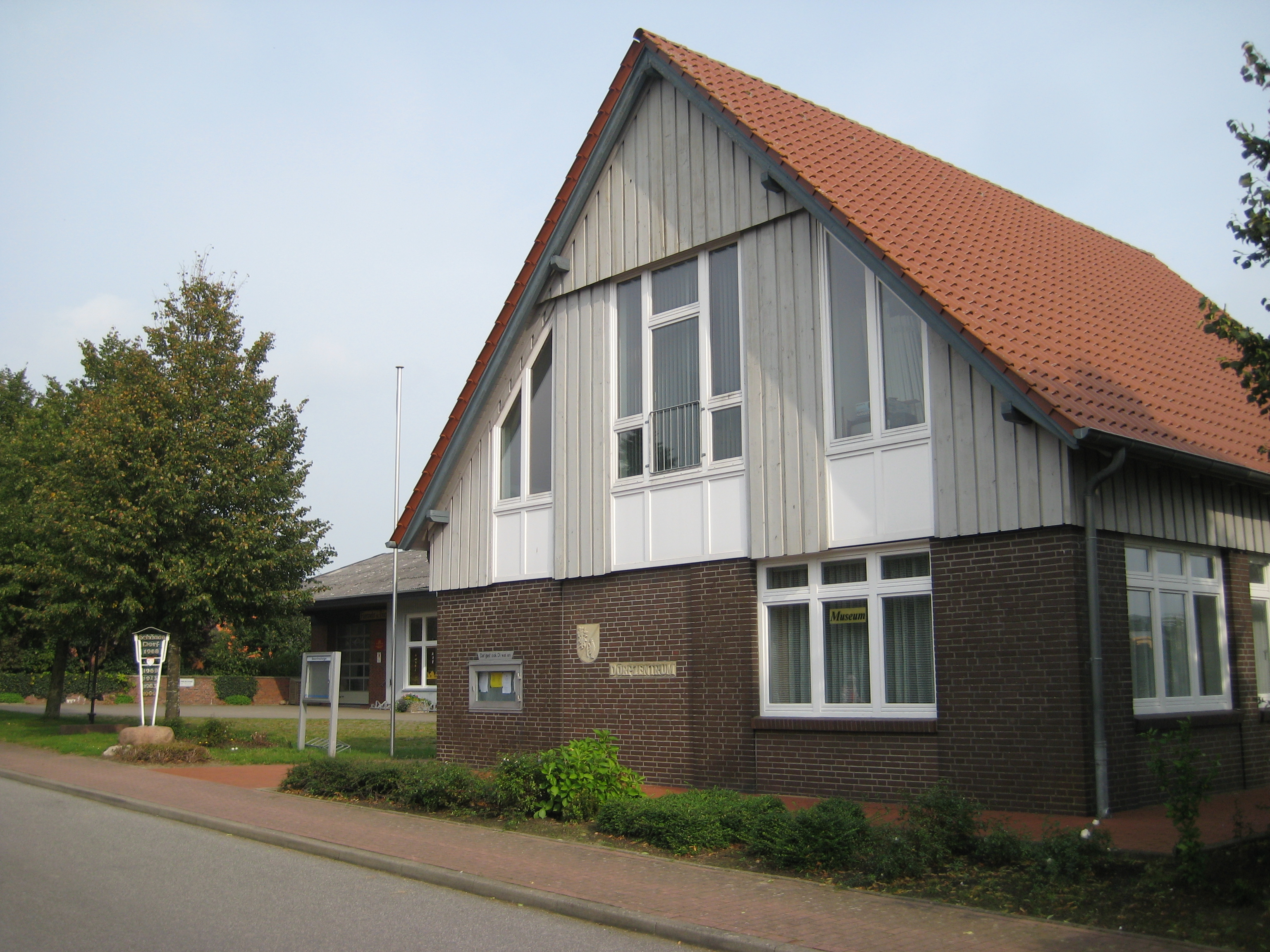
Dorfmuseum
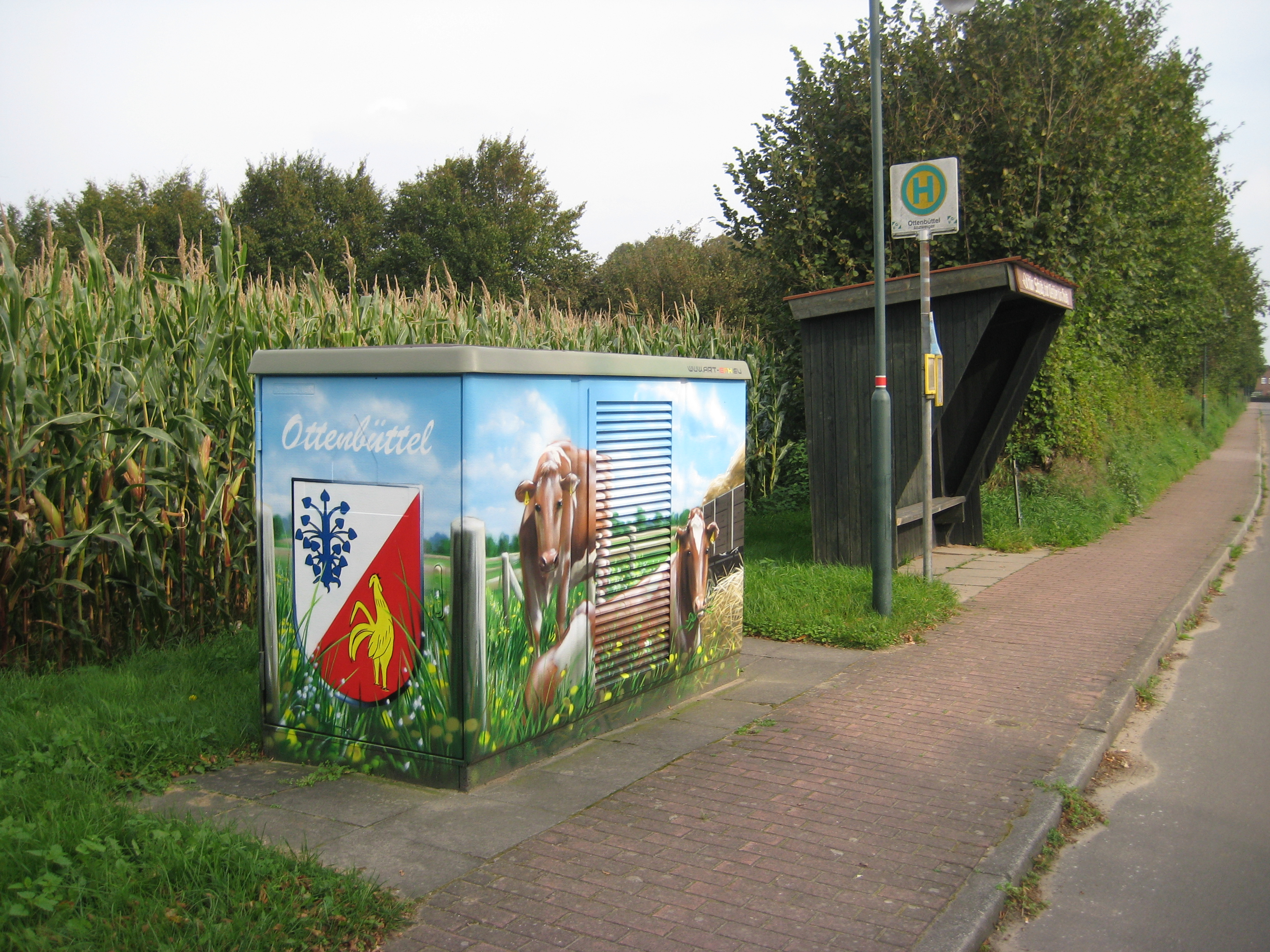
Am Ortseingang